# Ramiz Alia
Ramiz Tafë Alia, albanski politik, * 18. oktober 1925, Skader, † 7. oktober 2011, Tirana.
Alia je bil drugi in zadnji voditelj komunistične Ljudske socialistične republike Albanije, izbrani naslednik Enverja Hoxhe. Funkcijo prvega sekretarja (voditelja) Albanske delavske stranke je opravljal od Hoxheve smrti leta 1985 do leta 1991. Od leta 1982 do 1992 je bil predsednik države, najprej kot predsednik Prezidija Ljudske skupščine, zadnje leto (1991/92) kot demokratično izvoljeni predsednik republike.

## Življenje in vladavina
Alia se je rodil leta 1925 v Skadru muslimanskim staršem iz delavskega razreda, ki so izvirali s Kosova. Pozneje so se preselili v Tirano, kjer je Alia obiskoval francosko srednjo šolo. Po italijanski okupaciji Albanije leta 1939 se je pridružil fašistični mladinski organizaciji, med drugo svetovno vojno pa se je pridružil albanskemu narodnoosvobodilnemu boju in leta 1943 postal član Komunistične partije Albanije. Takoj po vojni je postal vodja partijske mladinske organizacije in propagandnega oddelka. Leta 1948 je postal član centralnega komiteja partije, preimenovane v Albansko stranko dela. Leta 1954 je dokončal partijsko univerzo v Sovjetski zvezi. Med letoma 1955 in 1958 je bil minister za izobraževanje in kulturo. Hitro se je vzpel v hierarhiji stranke in leta 1961 je postal polnopraven član politbiroja. Sodeloval je v zatiranju političnih nasprotnikov, pri cenzuri in nemirni zunanji politiki komunistične Albanije.
Novembra 1982 je bil izvoljen za predsednika Prezidija ljudskega zbora, predsedniku države enakovreden položaj z večinoma reprezentativno vlogo. Po smrti dolgoletnega diktatorja Enverja Hoxhe aprila 1985 ga je nasledil na položaju prvega sekretarja Albanske delavske stranke. V odziv na neučinkovito gospodarstvo in politično apatijo je uvedel omejene gospodarske reforme, omilil državno represijo in se začel znova povezovati z evropskimi državami.
Po padcu komunizma v vzhodnoevropskih državah in izbruhu mladinskih demonstracij v Albaniji je komunistična vlada sprejela nadaljnje reforme in razpisala prve večstrankarske volitve po letu 1945. Na volitvah spomladi 1991 je zmagala albanska socialistična stranka in Alia je postal predsednik Albanije. Po neuspešnem spopadanju s kaosom v državi, razpadu koalicijske vlade in zmagi opozicijske Demokratske stranke na parlamentarnih volitvah je aprila 1992 Alia odstopil kot predsednik in se umaknil iz politike.
Leta 1994 so Alio obsodili na devet let zapora zaradi korupcije, vendar je bil po enem letu izpuščen. Leta 1996 so ga znova aretirali, a je naslednjega leta ob nastopu anarhije v državi pobegnil, kasneje pa so opustili obtožbe proti njemu. Umrl je v Tirani oktobra 2011 za boleznijo pljuč.